# Nacaduba andamanica
Nacaduba andamanica är en fjärilsart som beskrevs av Hans Fruhstorfer 1910. Nacaduba andamanica ingår i släktet Nacaduba och familjen juvelvingar. Inga underarter finns listade i Catalogue of Life.